# 落ち
落ち（おち）とは、笑い話など物語の結末のこと。多くの場合おかしみのある部分だが怪談などの結末も指すため一概には言えない。下げ（さげ）とも言う。
演者が下げると客が落ちるという関係にあり、厳密には下げには演者の技量も含まれる。

## 落語の落ち

### 古典的な分類

#### 渡辺均による分類
落語の落ちにおける最も一般的な分類法として、次の渡辺均による分類が広く知られる。ただし渡辺は、分類は以下にはっきり分かれるものではなく、各演目は複数の落ちを包含するものとしている。主な名称と順は渡辺の分類に従う。
仁輪加落ち（地口落ち）
地口、駄洒落を用いた落ち。「昆布巻芝居」「転失気」「錦の袈裟」など。
拍子落ち
調子よく話が進んで終わるもの。「愛宕山」「しの字嫌い」「山号寺号」など。
仕込み落ち
落ちに繋がる要素を作中に潜ませる方法（伏線回収）。「今戸の狐」など。
逆さ落ち
落ちとなるべき内容を冒頭に話してしまう形式の演目。渡辺均は古典では「死ぬなら今」と「鸚鵡返し」の2種しか確認できないとしている。
また上記と異なり、登場人物の立場が入れ替わる様子を描くものを「逆さ落ち」と分類する場合もある。この場合「一眼国」「初天神」など。
考え落ち
パッと聞いたところではよく分からないが、その後よく考えると笑えてくるもの。渡辺は小咄の原理の応用としており、著書『落語の研究』では上方で話される3種のマクラ噺を例出している。演目では「野ざらし」「疝気の虫」が代表例。
まわり落ち
結末が、噺の最初に戻るもの。渡辺は著書『落語の研究』では小咄1種および小品の「廻り猫」を例出している。演目では「のっぺらぼう」が代表例。
見立て落ち
見立て違い＝先入観のズレを利用して、意表をつく結末を提示するもの。「もう半分」が代表例。
間抜け落ち
聞き手から見た登場人物の間抜けな様子を落ちとするもの（ナンセンス）。「市助酒」「穴どろ」「夏の医者」「時そば」など多数の例がある。
トタン落ち
聞き手が結末を期待する間合い＝トタン（途端）に、決めの台詞をつけて終わるもの。渡辺は落ちの種類の中で「最も粋な落ち方」としている。「百年目」「肝つぶし」「寝床」「厩火事」「弥次郎」など。
ぶっつけ落ち
噛み合わない会話による異なった意味の衝突＝ぶっつけで終わりにする型。「稽古屋」「たちぎれ」「抜け雀」「やかん」など。
しぐさ落ち
身振りで表して終わるもの。「死神」「蒟蒻問答」など。

### その他の分類
上記以外の分類を以下に示す。

#### 冗談落ち
本来の下げまで語ると持ち時間内に収まらなくなるような場合に、途中の切りのよい所で「冗談言っちゃいけねえ」というセリフで噺を打ち切ることを指す。

#### 桂枝雀による4分類
桂枝雀は笑いは緊張の緩和によって起こるという理論を立て、それと平行して落語の落ちを4種類に分類した。観客がどこで笑いを感じるかに視点を定め科学的な分類を実現した。
ドンデン
物事の展開がいったん落ち着きや一致を見せることによって観客の心理が一度安定に傾き、その後に意外な展開になって不安定な方向に振れることで、落差により笑いが起きる。逆のパターンが「謎解き」である。
謎解き
物事の展開が観客にとっての謎を生むことで心理が不安定に傾き、その後に謎が解決して安定することで笑いが起きる。逆のパターンが「ドンデン」である。
へん
安定状態を経由せず、通常の状態からいきなり物事が不安定な方向に逸脱してしまう作用によって笑いが起きる。逆のパターンが「合わせ」である。
合わせ
不安定な状態を経由せず、2つの異なる物事が合致してしまう安定化の作用によって笑いが起きる。逆のパターンが「へん」である。

## 漫画のオチ
本記事の記事名は「落ち」だが、漫画の分野においては、漢字ではなくカタカナで「オチ」と表記されることが多い。

### 4コマ漫画のオチ
4コマ漫画では、縦に1列に並べた4コマを起承転結の配置とし、4コマ目にオチを配置するのが基本的な表現形式である。4コマ漫画でのオチは、駄洒落や言葉遊びを用いるもの、突拍子も無い状態に突然移行させるものなどのように、落語の落ちと同様のものもあれば、キャラクターの性格を用いるもの、既に1 - 3コマ目が充分に不条理であることを再認識させるものなど、様々なパターンがある。
ただし、最近は、3コマ目にもオチを配置した2段オチと呼ばれるものや、本来は内容の表題であった小見出し（サブタイトル）もオチの要素とするもの（4コマ目まで読んで初めて小見出しの意味がわかるもの）など、必ずしも起承転結に沿わない形で笑いを取るものも多い。ここにおいて、「オチ」という語は、本来の「結末」の意味は既に失われ、単に笑わせどころ（作者が読者を笑わせるための仕掛けを施した箇所）の意としてのみ使われている。
また、各4コマごとにオチをつけながら完結させずに次の4コマに連続させる、ストーリー4コマと呼ばれる形式も存在するが、この形式においては、4コマ漫画でありながら笑わせどころが存在しない場合もある。この場合の4コマ目は、感動させるなど情動に訴えるものや、次回への伏線を貼って期待を持たせるものなど、“笑わせどころではないが「話の結末」としては適切なもの”になることが多い。ただし、この場合にも前者は感動オチと称されることがあり、笑わせどころでなくても「オチ」という語が使われている。
4コマ漫画での「オチ」は、どの場面を指し、どのような描写であるか、一義的に定まるものではないと言える。

## その他のオチ

### お笑い
出オチ
登場と同時に笑いをとること。主に変な服装・格好・奇声・メイク、あるいは裸・裸に近い格好で登場すること。
いくら手の込んだ格好をしても、一度見せたらそれでお終いという「一発芸」であり、その後は笑いの効果が全くない、そばから見ても居心地が悪い状態を晒し続けることとなる。 一般人が宴会やパーティーなどの場で出オチとなる芸を行ってしまうと、このような状況に陥る場合がほとんど。
テレビ番組では出演時間が数秒程度しかないことも少なくないため、それなりに有効な手法である。「たったこれだけのためにわざわざ呼んだのか」と視聴者に感じさせることで笑いを誘う働きもある。
転じて、創作において序盤の展開や斬新な企画設定で好評を得るが右肩下がりに人気が落ちた作品の蔑称として「出オチ作品」と呼ぶようになった。
顔オチ
変な表情をして笑いをとること。ほかに笑わせる方法が思いつかないときの緊急手段として使われることが多いため、お笑いの世界ではクオリティの低いものとされている。ただし中には志村けん（ザ・ドリフターズ）や加藤歩（ザブングル）のような強烈な「顔芸」を持つ者もいる。また内村光良（ウッチャンナンチャン）も自分の苦手な大喜利に参加する際にかなりの頻度で顔オチを行い、その都度共演者のさまぁ〜ずから「汚い」と酷評されている。ただし、最近の出来事ではなくブルース・リーのモノマネをする時は顔オチを行っていた。
三段オチ
同じシチュエーションを3つたたみかけること。そのうち最初の2つは最後のオチのフリとして用いられる（「フリ・小オチ・大オチ」の例もある）。ラジオ番組や雑誌の投稿ネタなどでは定番のパターンである。『欽ドン!良い子悪い子普通の子』、「天才・秀才・バカ」、「禁煙パイポのTV-CM」など。スピードワゴンが『エンタの神様』においてやっていた「勝手に三ツ星」シリーズもこれに分類される。
これはギャグのフレーズにも用いられ、村上ショージや島木譲二がよく使う手法である。単なるテンポ良く畳み掛ける語呂合わせとも言え、特に子供達が受けるギャグに多く見られる。
タライ落ち
小道具としてたらいを用いて行うオチ。身体に当たった際に盛大に鳴り響く音が持ち味。ザ・ドリフターズが多用したことで有名。スタッフとの連携・タイミングが重要。その発展系として『めちゃイケ』の初期には「連続タライ小説」というコントが放送されており、メンバーがかなり真面目なドラマをこなす中、頭上からタライを落としまくるのだが、まったくリアクションをとってはいけないというかなりきついコントだった。
様々なパターンがあり、金盥以外にも、料理用のボウル、一斗缶、やかんなども用いられる。さらには、まず小さなボウルを落として、もう一度ボウルを複数個落として、最後に大きな金盥という三段オチとの複合パターンもある。
屋体崩し
建物などの大道具（屋体）に仕掛けを組み込んでおき、これを盛大に崩してオチにする。派手なオチになるため、視聴覚的インパクトという点ではこの上ない。
元々は歌舞伎の用語だが、ザ・ドリフターズのコントの典型として知られる。しかも、ドリフは『8時だョ!全員集合』では生放送かつ公開放送でこれを行っていた。
ただし、安全意識の厳格化や制作費・タレントの保険の費用減少などから、現在のテレビのコントではそれほど用いられない手法である。
天丼
Aが見本を見せてBが真似するが上手くいかない、または、Aが言ったことをBが勘違いする、というパターンを繰り返すこと。
（例：『雲の上団五郎一座』の三木のり平と八波むと志の「源氏店」のやりとり）
古典コントの「天丼」に由来する。最近では同じギャグ・ボケを繰り返すボケを指すことが多い。例えば、面白いボケのフレーズが決まれば、それを何度も行う。特にツッコミの技術が長けている者に対して行うと、かなり効果的である。
楽屋オチ
その芸人、または業界の周辺事情を知っていないと笑えないオチ。「内輪受け」とも呼ぶ。本来は落語での用語。演者やスタッフ・関係者にはウケるが、周辺事情を知らない観客・視聴者にとっては理解できず、常連やマニアを対象にした手法と言える。
逆に、楽屋オチが認知されると、その周辺事情が観客・視聴者にも周知の事実になる。
萩本欽一やザ・ドリフターズの時代まではこの手のネタは行われず、逆に『オレたちひょうきん族』、『オールナイトニッポン』などの番組は頻繁に多用していた。またとんねるずが多用した事により「野猿」というグループや、古くはひょうきん族の「ひょうきんディレクターズ」など、スタッフが表舞台に登場する例もある。
スカシ
たいしたオチではないのに期待を煽るような演出をすること。例えば「大物タレント登場」という前フリをしておきながらそれほど大物ではないタレント、あるいは体の大きいタレントを登場させるなど、視聴者に勘違いを起こさせるといったパターンがある。近年では特定人物の登場を匂わせものまね芸人が登場するケースも多く『全力!脱力タイムズ』では多用される。

### 漫画、アニメなど
夢オチ
波乱に満ちたストーリー展開を見せ、「それは夢だった」という結末で終わること。収拾がつかない場合や、話を一気に終わらせる場合に用いられることもある。映画や漫画などでは、安易に用いると手を抜いていると思われる手法である。登場人物が途中で睡眠または気絶、もしくは意識を失うほどのショックを受ける、といった伏線があることが多い。
学園モノや特撮などのパロディ（いわゆる番外編）を展開するために使われることもある。珍しい例では水島新司の『あぶさん』があり、2004年からパ・リーグで導入されたプレーオフによって優勝チームと日本シリーズ出場チームが異なる例が出てきたため、苦肉の策として使われることが多かった。
楽屋オチ
上記のお笑いにおける「楽屋オチ」同様、その作者、または業界の周辺事情を知っていないと笑えないオチ。夢オチ同様、あまり好まれない終わり方のひとつ。
劇中に作者と担当編集者が登場し、作者が編集者から筆の遅さや作品の質にダメ出しされたりするのはよくある手法である。赤塚不二夫の『レッツラゴン』（1971年 - 1974年、『週刊少年サンデー』連載）は、この手法における楽屋オチの極北を追求した作品である。
また、表現方法に関係することで笑いを取ることを指す場合もある。例えば、漫画においていつもより速いストーリー展開に対し、漫画内のキャラクターがその理由を質問したところ、答えが「ページの都合」だった…というものは「楽屋オチ」の一種とも言える。「オチ」という名前が付いているものの、どちらかと言えば落語の「くすぐり」の一種であるとも考えられる。
爆発オチ
結末で漫画的に爆発すること。秋本治の『こちら葛飾区亀有公園前派出所』（1976年 - 2016年、『週刊少年ジャンプ』連載）のように、その場を強引に終わらせるものがほとんどだが、むさしのあつしの『スーパーボンバーマン』（1993年 - 2002年、『月刊コロコロコミック』連載）のように、どのようにして爆発オチに持っていくかに趣向を凝らしたものもある。
「オレたちの戦いはこれからだ！」オチ
雑誌の廃刊や作品自体の人気不振などから打ち切りが決まった作品に多い。本来であれば時間をかけて解決するはずの設定を消化しきれず、主人公の動向に含みを持たせた形でフェードアウトする。結果として伏線なども回収されないケースがほとんどである。しかしそのことを逆手に取り、ギャグ漫画やギャグアニメの中で「ベタなオチ」として用いられることがある。この場合、打ち切り作品特有のオチであることを読者（視聴者）が知っている前提で用いられるため、同時に「楽屋オチ」としての側面も持ち合わせている。
ループオチ
物語開始時点と同じ状況で終わり、物語が果てしなく続いていく（繰り返される）印象を与えるオチ。無限ループとも呼ばれる。その特性から夢オチと併用されることもある。大抵は登場人物や時間軸など冒頭とまったく同じ状況で終わるパターンと、被害者だった主人公が加害者の立場に成り代わる「ミイラ取りがミイラになる」パターン、このどちらかに属する。